# Championnats d'Europe de beach tennis
Les Championnats d'Europe de beach tennis sont une compétition sportive annuelle de beach tennis constituant les championnats d'Europe de ce sport. Ils sont organisés par la Fédération internationale de tennis depuis 2008.